# Sauk Rapids
Sauk Rapids é uma cidade localizada no estado americano de Minnesota, no Condado de Benton.

## Demografia
Segundo o censo americano de 2000, a sua população era de 10.213 habitantes.
Em 2006, foi estimada uma população de 11.560, um aumento de 1347 (13.2%).

## Geografia
De acordo com o United States Census Bureau tem uma área de
12,4 km², dos quais 11,8 km² cobertos por terra e 0,6 km² cobertos por água.

## Localidades na vizinhança
O diagrama seguinte representa as localidades num raio de 16 km ao redor de Sauk Rapids.